# 北風物語
「北風物語」（きたかぜものがたり）は、チャゲ&飛鳥（現：CHAGE and ASKA）の楽曲。自身の7作目のシングルとして、ワーナー・パイオニア（現：ワーナーミュージック・ジャパン）から1982年10月25日に発売された。

## 背景
前作「熱い想い」からちょうど6か月ぶりとなる作品で、1982年7月から12月にかけて行われたコンサートツアー『御意見無用 '82』の最中に発売された:376。
公式サイトでは、「北風物語/MESSAGE」の表記となっており、両A面シングル扱いとなっている。

## 収録曲
| 全編曲: 平野孝幸。 |              |                  |           |      |
| #                  | タイトル     | 作詞             | 作曲      | 時間 |
| 1.                 | 「北風物語」 | 飛鳥涼、松井五郎 | 飛鳥涼    | 4:21 |
| 2.                 | 「MESSAGE」  | チャゲ           | チャゲ    | 3:51 |
| 合計時間:          | 合計時間:    | 合計時間:        | 合計時間: | 8:12 |

## 楽曲解説
1. 北風物語
明星食品「チャルメラ」CMソング。
LP盤には未収録だったが、アルバム『熱い想い』がCD化される際にボーナス・トラックとして収録された。
2. MESSAGE
LP盤には未収録だったが、アルバム『熱い想い』がCD化される際にボーナス・トラックとして収録された。

## 収録アルバム
- 熱い想い (#1,#2)
- SUPER BEST (#1)
- SUPER BEST BOX SINGLE HISTORY 1979-1994 AND Snow Mail (#1)※リミックス・バージョン